# Selokerto
Selokerto is een bestuurslaag in het regentschap Kebumen van de provincie Midden-Java, Indonesië. Selokerto telt 4852 inwoners (volkstelling 2010).